# Marco del ghetto di Łódź
Il marco del ghetto di Łódź ((DE) Mark, (PL) Marka getta łódzkiego) è stata una moneta usata nel ghetto di Łódź nel periodo compreso tra il 1940 e il 1944. Era suddiviso in 100 Pfennig. Fuori dal ghetto non aveva valore. Aveva il soprannome di chaimka o rumka.

## Storia
Fu principalmente uno strumento particolarmente efficiente per saccheggiare gli abitanti del ghetto di Łódź e servì anche per isolarli dal mondo esterno. La valuta fu emessa sotto forma di banconote e monete. Questo sistema monetario fu l'unico del suo genere nei ghetti nella Polonia occupata.
L'ordinanza № 70 di Chaim Rumkowski, emessa il 24 giugno 1940, ordinava alle persone del ghetto di cambiare le banconote e le monete del Reich con ricevute. Il marco del ghetto fu soprannominato dalla gente chaimka o rumka dal nome del responsabile dell'amministrazione del ghetto ebraico, Chaim Rumkowski.
La ragione principale per la sua introduzione era la prevenzione del commercio illegale tra il ghetto e la città, dato che fuori dal ghetto la moneta non aveva alcun valore, e soprattutto la creazione di uno strumento di rapina dei prigionieri del ghetto. Un altro aspetto dell'introduzione dei buoni era che nessun ebreo poteva citare in giudizio i tedeschi che gli avevano preso i soldi, perché per il denaro preso era stato dato un rimborso completo in marchi del ghetto.
Il cambio della moneta tedesca portò enormi profitti, sotto forma di diversi milioni di marchi. Per ottenere i soldi di altre persone si usò la pena di morte.
L'emittente fu la Banca del ghetto. La valuta entrò in circolazione il 9 luglio 1940, diventando l'unica moneta legale nel ghetto. I primi biglietti (Quittung) furono stampati dal 15 maggio 1940 alla tipografia С. Manitius in via Stefana Żeromskiego a Łodz 87.
Monete da 10 Pfennig furono emesse dall'ufficio postale. Le monete furono coniate in altri due posti nel ghetto.
Questa valuta fu in circolazione fino alla fine del ghetto, il 29 agosto 1944.
Banconote: 50 Pfennig, 1, 2, 5, 10, 20 e 50 marchi.
Monete: 10 Pfennig, 5, 10 e 20 marchi.

## Monete
| Anno | Valore      | Dritto | Rovescio | Metallo | Diametro | Peso | Tiratura   | Bordo  | N°. nel cat. Parchimowicz | note                                                                    |
| ---- | ----------- | ------ | -------- | ------- | -------- | ---- | ---------- | ------ | ------------------------- | ----------------------------------------------------------------------- |
| 1942 | 10 Pfenning |        |          | AL-Mg   | 19,1     | 0,76 | 100.000    | liscio | 13                        |                                                                         |
| 1943 | 5 marchi    |        |          | AL      | 22,5     | 1,57 | 32.000.000 | liscio | 14a                       | tiratura assieme alla monete 14b                                        |
| 1943 | 5 marchi    |        |          | AL-Mg   | 22,7     | 1,03 | 32.000.000 | liscio | 14b                       | tiratura assieme alla monete 14a                                        |
| 1943 | 10 marchi   |        |          | AL      | 28,3     | 2,6  | 100.000    | liscio | 15a                       | spessore della moneta 1,6-1,7 mm 15b e 15c                              |
| 1943 | 10 marchi   |        |          | AL      | 28,3     | 3,4  | 100.000    | liscio | 15b                       | spessore della moneta 2,1-2,2 mm tiratura assieme alla monete 15a e 15c |
| 1943 | 10 marchi   |        |          | AL-Mg   | 28,3     | 3,4  | 100.000    | liscio | 15c                       | spessore della moneta 2,1-2,2 mm tiratura assieme alla monete 15a i 15b |
| 1943 | 20 marchi   |        |          | AL      | 33,45    | 6,98 | 600        | liscio | 16                        |                                                                         |

## Banconote
| Data di emissione | Serie | Valore     | Recto | Verso | N. catalogo Parchimowicz, Borkowski | Note |
| ----------------- | ----- | ---------- | ----- | ----- | ----------------------------------- | ---- |
| 15 maggio 1940    |       | 50 Pfennig |       |       | 156                                 |      |
| 15 maggio 1940    |       | 1 marco    |       |       | 157                                 |      |
| 15 maggio 1940    | A     | 1 marco    |       |       | 157                                 |      |
| 15 maggio 1940    |       | 2 marchi   |       |       | 158                                 |      |
| 15 maggio 1940    |       | 5 marchi   |       |       | 159                                 |      |
| 15 maggio 1940    |       | 10 marchi  |       |       | 160                                 |      |
| 15 maggio 1940    |       | 20 marchi  |       |       | 161                                 |      |
| 15 maggio 1940    |       | 50 marchi  |       |       | 162                                 |      |